# Said Karimulla Khalili
Said Karimulla Siad Vachidulla Khalili (in russo Саид Каримулла Саид Вахидулла Халили?; Sergiev Posad, 2 settembre 1998) è un biatleta russo.

## Biografia
Figlio di un ingegnere afghano e di un'insegnante russa di francese, Khalili ha esordito in Coppa del Mondo il 10 gennaio 2020 a Oberhof (61º nella sprint) e ai campionati mondiali a Pokljuka 2021, dove ha vinto la medaglia di bronzo nella staffetta (suo primo podio in Coppa del Mondo), oltre ad essersi piazzato 64º nella sprint, 6º nell'individuale e 20º nella partenza in linea. Il 15 gennaio 2022 ha conquistato la prima vittoria in Coppa del Mondo nella staffetta di Ruhpolding e il successivo 20 gennaio anche il primo podio individuale piazzandosi 3º nell'individuale di Anterselva. Ha debuttato ai Giochi olimpici invernali a Pechino 2022 vincendo la medaglia di bronzo nella staffetta e posizionandosi 34º nell'individuale. È inattivo in ambito internazionale dalla stagione 2021-2022 poiché in seguito all'invasione russa dell'Ucraina del 2022 gli atleti russi sono stati esclusi dalle competizioni riconosciute dall'International Biathlon Union.

## Palmarès

### Olimpiadi
- 1 medaglia:
  - 1 bronzo (staffetta a Pechino 2022)

### Mondiali
- 1 medaglia:
  - 1 bronzo (staffetta[2] a Pokljuka 2021)

### Mondiali juniores
- 6 medaglie:
  - 3 ori (staffetta a Otepää 2018; staffetta a Osrblie 2019; staffetta a Lenzerheide 2020)
  - 2 argenti (sprint a Osrblie 2019; inseguimento a Lenzerheide 2020)
  - 1 bronzo (individuale a Otepää 2018)

### Olimpiadi giovanili
- 1 medaglia:
  - 1 bronzo (inseguimento a Lillehammer 2016)

### Mondiali giovanili
- 2 medaglie:
  - 2 argenti (individuale, staffetta a Brezno-Osrblie 2017)

### Europei
- 2 medaglie
  - 2 argenti (staffetta mista a Minsk-Raubyči 2020; sprint a Duszniki-Zdrój 2021)

### Coppa del Mondo
- Miglior piazzamento in classifica generale: 30º nel 2022
- 4 podi (1 individuale, 3 a squadre), oltre a quello conquistato in sede iridata e valido anche ai fini della Coppa del Mondo:
  - 1 vittoria (a squadre)
  - 1 secondo posto (a squadre)
  - 2 terzi posti (1 individuale, 1 a squadre)

#### Coppa del Mondo - vittorie
| Data            | Località   | Nazione  | Specialità                                                       |
| --------------- | ---------- | -------- | ---------------------------------------------------------------- |
| 15 gennaio 2022 | Ruhpolding | Germania | RL (con Daniil Serochvostov, Aleksandr Loginov e Maksim Cvetkov) |

Legenda:

RL = staffetta